# Langdon Mitchell
Langdon Elwyn Mitchell (Filadélfia, Pensilvânia, EUA, 1862 - 21 de outubro de 1935) foi um dramaturgo e poeta americano.